# 170012 Anithakar
170012 Anithakar este un asteroid din centura principală de asteroizi.

## Descriere
170012 Anithakar este un asteroid din centura principală de asteroizi. A fost descoperit pe 10 octombrie 2002 la Apache Point Observatory în cadrul programului Sloan Digital Sky Survey. Asteroidul prezintă o orbită caracterizată de o semiaxă mare de 2,75 ua, o excentricitate de 0,04 și o înclinație de 4,6° în raport cu ecliptica.